# Glochidion alstonii
Glochidion alstonii är en emblikaväxtart som beskrevs av Airy Shaw. Glochidion alstonii ingår i släktet Glochidion och familjen emblikaväxter.
Artens utbredningsområde är Sulawesi. Inga underarter finns listade i Catalogue of Life.